# فاسيلي زايتسيف
فاسيلي غريغوريوفيتش زايتسيف (أي الأرنب البري في اللغة الروسية)، (23 مارس 1915 أوبلاست تشيلابينسك 15 ديسمبر 1991)، قناص سوفيتي شارك في الحرب العالمية الثانية، يندرج نسله من عائلة فلاحين، عمل برعي الغنم في طفولته مع جده، ومنه تعلم أول دروس القنص في صحارى الثلج، من ثم درس في معهد الصناعة في مانييتوغورسك.

## سيرته العسكرية

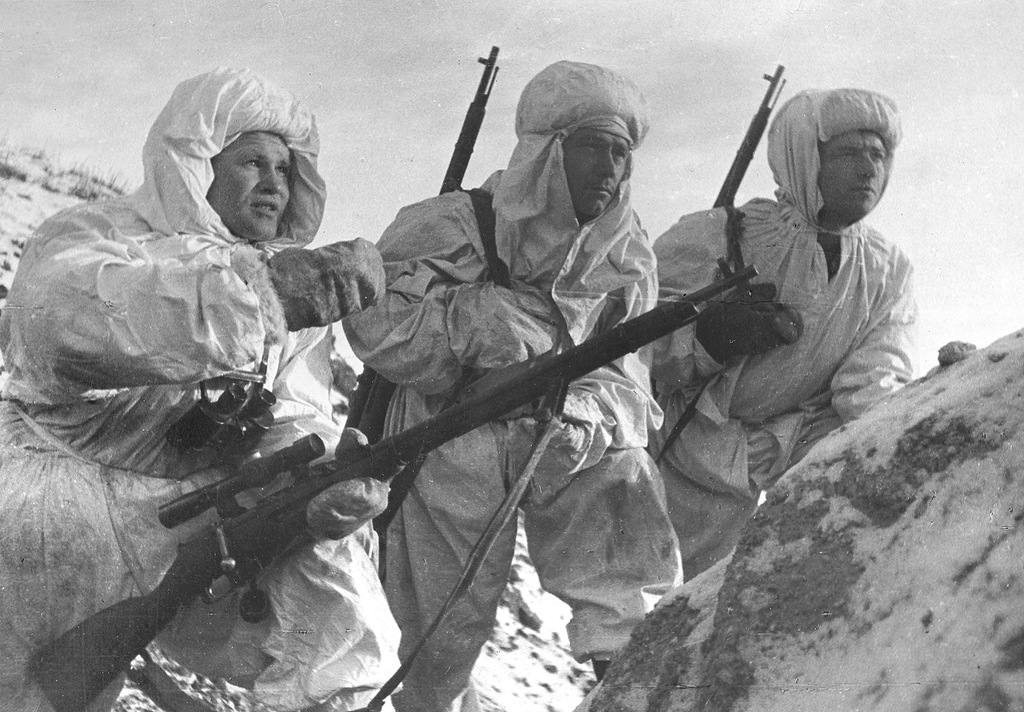
فاسيلي غريغوريوفيتش زايتسيف على اليسار

انضم فاسيلي للبحرية السوفيتية عام 1936 حيث تخصص في الإدارة، وصل إلى وحدة القناصين رقم 284 القادمة من سيبيريا، ورقي إلى رتبة رقيب بعد أن عبر نهر الفولغا في 22 سبتمبر 1942. سلمه الرائد ميتليف – قائد وحدته – بندقيته القناص الخاصة من نوع موزين ناغان، بندقية طوبته أسطورة تاريخية، ففي معركة ستالينغراد بين الجيش الأحمر السوفيتي والقوات النازية المهاجمة استطاع زايتسيف من 10 نوفمبر حتى 17 ديسمبر، قتل 225 ضابط وجندي ألماني، منهم 11 قناص من النخبة.
أصيب بانفجار لغم في يناير 1943 وفقد بصره، لكن شهرته سمحت له ان يتلقى علاجاً عند أكثر اطباء العيون مهارة في موسكو البروفيسور فيلاتوف فاستعاد بصره وعاد إلى صفوف الجيش.
في 22 فبراير 1943، كُرمَ مع 124 جندياً سوفيتياً ممن شاركوا في معركة ستالينغراد، وحصل على لقب «بطل الاتحاد السوفيتي»، مع شارة لينين.

## بعد ستالينغراد
مع الانتصار في معركة ستالينغراد، عين مدرباً في أكاديمية عسكرية، وخرّج 28 قناصاً.
في نهاية الحرب العالمية الثانية، كان زايتسيف قد وصل لرتبة نقيب.
ألف بعد انتهاء الحرب كتابين حول فن القنص، طريقته «اصطياد ستة» لا تزال تدرس حتى يومنا، وهي تشرح كيفية تغطية بقعة محاصرة من ثلاثة جهات بالقناصة، والتخلص من المراقبة.
عمل زايتسيف بعدها مديرا لمعمل تصنيع آلات في كييف.

## الأسطورة
عام 1991 توفي فاسيلي زايتسيف ناقشاً أسطورة القناص الذي كان روح الجيش الأحمر وعنوان يوميات معركة ستالينغراد، التي خلدته بطلاً.
نسجت حول فاسيلي أساطير عدة، واستعملت الكثير منها في خضم الحرب لرفع معنويات السوفيت، كما ألفت القصص التي تناقلتها الأمهات في قصص البطولات، إلى أن جسد الممثل جود لو شخصيته في الفيلم الرائع Enemy at the gates الذي قدم سيرة زايتسيف في ستالينغراد.

## فيلم "العدو على الأبواب
زايتسيف أعلن في مقابلة له عام 1960 أنه ليس أكيداً من القصة التي تتحدث عن قناص أرسله الألمان إلى ستالينغراد في الحرب لتصفيته شخصياً، لكن الأسطورة تتحدث عن كولونيل s.s اسمه ثوروالد إلا أن الفيلم عرض هذه القصة. (اسم الكولونيل واسم وحدته غيرت في الفيلم المقتبس عن حياة زايتسيف لأسباب مجهولة)،
طبعا من المستحيل التأكد عما إذا جرت حقاً مواجهة كتلك التي تحدث عنها الفيلم بين الرجلين في محيط نافورة «دروزبا» (الصداقة)، ولكن حسب المعطيات الأكيدة، فإن الوحدة التي كان فيها زايتسيف، التي حملت الرقم 284، توزعت حول تلة «ماماييف» وهي منطقة النافورة المذكورة، أي حول محطة القطارات الرئيسية في ستالينغراد، والتي دافع عنها اللواء الثالث عشر من الحرس.
بنيت النافورة عام 1933 في ساحة بريكوفكزلنايا، على بعد عشرات الأمتار من المحطة.
حتى ولو أن وحدة زايتسيف لم تقاتل في المنطقة المذكورة، إلا أن الأكيد أن هذه المنطقة شهدت دفاعاً عنيفا من أشهر الواحدات السوفيتية التي شاركت في ستالينغراد، اللواء الثالث عشر من حرس روديمتسيف، الذي لم يبق منه في آخر المعركة الا وحدة مكونة من 320 جندياً، يذكر أن في 15 سبتمبر / أيلول 1942 كان عدد اللواء 10 آلاف جندي.